# Mika Kuusisto
Mika Kuusisto, född den 13 december 1967 i Jurva är en finländsk före detta längdåkare som tävlade under 1990-talet. Hans största merit är OS-bronset på 4 x 10 kilometer vid Albertville 1992.